# Daniel Elsner
Daniel Elsner (Memmingerberg, 4 gennaio 1979) è un ex tennista tedesco.